# Кувандик
Куванди́к (рос. Кувандык) — місто, центр Кувандицького міського округу Оренбурзької області, Росія.

## Географія
Місто розташоване на річці Сакмара (переважно на лівому березі), за 194 км на схід від Оренбургу.

## Історія
24 серпня 1953 року робітниче селище Кувандик перетворений в місто районного підпорядкування.

## Етимологія
На початку XX століття на місці Кувандику переселенцями з європейської частини Росії та з України було засновано село Покровка. Коли в 1914 році поблизу села проєктувалася залізнична станція, щоб уникнути дублювання найменувань станцій, назвали Кувандик, по місцевій річці Кувандичці (по-башкирськи Ҡыуандыҡ-йылға).

## Населення
Населення — 26169 осіб (2010; 28679 у 2002).

## Господарство
У місті 4 середніх, дев'ятирічна та початкова школи, 3 будинки культури («Криоліт», «Машинобудівник» і недіючий «Залізничник»), Дитяча школа мистецтв, Будинок піонерів і школярів, 2 стадіони, кілька спортзалів (в тому числі «Криоліт» і «Олімп»), музейно-виставковий центр, ряд готелів і кафе (в тому числі «Корал», «Діана», «Урал», «Алтин»), розвинена мережа підприємств торгівлі.
Видаються газети «Аргус-Інформ», «Компас Кувандик», «Новий шлях», «СКиМ в кожен дім!». Діє телерадіокомпанія «Аргус», котра готує радіо- і телепередачі про Кувандик і Кувандицький округ.
Мальовничі околиці Кувандику, особливо на північ від міста, над берегом річки Сакмара. На лісистій майданчику між лівим берегом річки і горами розташовані корпуси недіючого будинку відпочинку «Сакмара».